# Третья планета (фильм)
«Третья планета» — советский художественный фильм 1991 года режиссёра Александра Рогожкина.

## Краткое содержание
Антон в отчаянии. Его пятнадцатилетнюю дочь Алёну, страдающую тяжёлым и неизлечимым недугом, в очередной раз без улучшений выписывают теперь уже из заграничной клиники. Надо возвращаться домой и попытать счастья в зоне — так называется место, где много лет назад произошла атомная катастрофа. Теперь там, если верить слухам и журнальным публикациям, живут люди-мутанты, сверхцелители.
Антон и Алёна проходят через заражённые радиоактивностью пространства и добираются до закрытой от всего мира небольшой цивилизации мутантов. Из поздней осени они попадают в цветущее лето. Здешние обитатели живут по своим законам и имеют свою, непонятную для цивилизованного человека, систему ценностей. Люди из внешнего мира приносят с собой беду, разрушают мир, в котором жили обитатели зоны.

## В ролях
- Анна Матюхина — Алёна
- Борис Соколов — Антон
- Светлана Михальченко — женщина из заражённой зоны
- Константин Полянский
- Гоша Панкратов — мальчик из заражённой зоны
- Алексей Полуян — информатор
- Виктор Бычков — мужик с крестом
- Александр Башуров — Иван

## Съёмочная группа
- Автор сценария: Александр Рогожкин
- Режиссёр: Александр Рогожкин
- Оператор: Николай Строганов
- Художник: Александр Загоскин, Павел Новиков
- Композитор: Геннадий Белолипецкий